# Cymothales bouvieri
Cymothales bouvieri is een insect uit de familie van de mierenleeuwen (Myrmeleontidae), die tot de orde netvleugeligen (Neuroptera) behoort. 
Cymothales bouvieri is voor het eerst wetenschappelijk beschreven door van der Weele in 1907.